# Catholicon (dizionario latino)
La Summa Grammaticalis, più conosciuta come Catholicon (dal greco Καθολικόν, universale)
è un dizionario latino medievale, realizzato nel 1286 dal domenicano Giovanni Balbi da Genova (Johannes Balbus da Janua). 
Il titolo dell'opera vuole esprimere il carattere universale della dottrina nelle finalità dell'autore, che dice: "vel si magis placet liber iste vocetur Catholicon eo quod sit communis et universalis; valet siquidem ad omnes fere scientias". Nell'opera si tratta di ortografia, prosodia, grammatica, retorica, etimologia e vi s'inserisce anche, parte principalissima, un vocabolario della bassa latinità. Il Catholicon è desunto dalla letteratura grammaticale più autorevole - da Donato a Isidoro di Siviglia, da Uguccione a Papia, dal Dottrinale di Alexandre de Villedieu al Graecismus di Eberardo di Béthune: la ricchezza delle voci registrate, le ampie digressioni morfologiche e sintattiche, le dichiarazioni etimologiche e semantiche, ne fecero il trattato più compiuto, al quale attinsero i dotti del Trecento - e vi ricorsero il Petrarca e specie il Boccaccio - e di cui si conservano molti esemplari. 
Il testo, rivolto principalmente al clero, era stato pensato come un sussidio che potesse facilitare la comprensione della Bibbia in latino. Il Catholicon conteneva una grammatica latina e un dizionario che forniva anche informazioni enciclopediche sui termini ricercati. Si tratta di un volume molto corposo, di 726 pagine a stampa.
«Per questa sua opera il Balbi è stato dagli uni – forse con qualche esagerazione – levato alle stelle: altri invece l’hanno denigrato e deriso. Fra i più severi censori è stato Erasmo, che acerbamente vilipende e deride particolarmente il suo latino volgare. A lui, come agli altri denigratori contemporanei, così rispondeva Leandro Alberti: «Benché vi siano di quelli che biasimano il Catholicon come fosse indegno d’un tanto uomo, noi sentiamo il dover di essergli grato d’aver saputo coi materiali di cui disponeva – comunque essi fossero – costruire un così nobile edifizio, e per avere divulgata un’opera facilmente perfettibile con le aggiunte necessarie».»

## Edizioni
Una ristampa anastatica dell'opera è stata pubblicata nel 1971:
- Joannes Balbus, Catholicon, Farnborough, Gregg International Publishers, 1971  [1460], ISBN 978-0-576-72240-7.